# مهمة حرجة
تشير المهمة الحرجة إلى أي عامل من نظام (المعدات، العملية، الإجراءات، البرامج، وما إلى ذلك.) حيث يؤدي فشله إلى فشل العمليات التجارية. ومن هنا، يأتي وصف «مهمة» المنظمة بالحرجة.
وكقاعدة في إدارة الأزمات، إذا تم اتخاذ قرارات منتقاة حسب الأولوية بحيث يتم إلغاء أو تأجيل مكونات معينة، على سبيل المثال، بسبب القيود المفروضة على الموارد أو الأشخاص، فإن أصحاب المهمة الحرجة يجب ألا يكونوا من بينهم.
وفقًا لتانديهيل رأس المال البشري، في مجال الموارد البشرية، هناك فئة من الوظائف تسمى بالمهمة الحرجة. [بحاجة لمصدر] وظائف المهمة الحرجة هي تلك الوظائف التي تساعد المنظمات على الحفاظ على ميزتها التنافسية الفريدة أو تطويرها. ونظرًا لأهمية هذه الوظائف، عادةً ما يدفع لها سعر إضافي في السوق. عند تحديد وظائف المهمة الحرجة، تأخذ المنظمات في اعتبارها التالي:
1. الإسهام المتوقع للوظيفة للنجاح التنظيمي طويل المدى
2. مدى الإسهام الدقيق و/أو الفريد للوظيفة في تحقيق الأهداف المتواصلة على المدى الطويل
3. الاختلاف في مستوى المساهمة بين الأداء المتوسط والأداء العالي في الوظيفة.

نظرًا للعلاوات المدفوعة المتاحة لوظائف المهام الحرجة، تكون المجموعة محدودة للغاية (بنسبة لا تزيد عن 5% من كل الوظائف) ولا بد لفريق القيادة بالكامل أن يكون متوافقًا على أي الوظائف تكون مهمتها حرجة. [بحاجة لمصدر]